# زندان لاندسبرگ
زندان لاندسبرگ (آلمانی: Justizvollzugsanstalt Landsberg) زندانی در شهر لاندسبرگ آم لش در جنوب غربی باواریا در آلمان است.
آدولف هیتلر پس از کودتای آبجوفروشی در دادگاه به خیانت متهم و زندان محکوم شد.وی و دیگر رهبران حزب نازی مانند رودلف هس در این زندان دوره حبس خود را گذراندند.هیتلر در این زمان کتاب نبرد من را نگاشت.
این زندان پس از جنگ جهانی دوم توسط متفقین برای نگهداری جنایت‌کاران جنگی نازی استفاده شد.نیروهای آمریکایی در سال ۱۹۵۸ آنجا را ترک کردند و اداره آن را به حکومت آلمان غربی سپردند.

## زندانیان
برخی زندانیان که توسط متفقین به زندان افتادند:
- آدولف هیتلر
- یوزف دیتریش
- هلموت فلمی
- اتو هوفمان
- کارل-آدولف هولیت
- هرمان هوت
- والدمار کلینگلهوفر
- گوستاو کنیتل
- آلفرید کروپ
- هانس لامرس
- ویلهلم لیست
- ارهارد میلش
- یواخیم پایپر
- مارتین زاندبرگر
- اتو اشتاینبرینک
- والتر وارلیمونت
- برنهارد وایس
- مارتین وایس